# Tavola di Esterzili
La tavola di Esterzili è una lastra di bronzo di 61 cm x 45 cm riportante su un lato un'iscrizione in latino corrispondente ad un decreto del Proconsole della Sardegna Lucio Elvio Agrippa del 18 marzo del 69 d.C..

## Ritrovamento
La tavola fu rinvenuta casualmente dall'agricoltore Luigi Puddu mentre dissodava il suo terreno nelle campagne di Esterzili, nella località conosciuta come "Corte di Lucetta", e venduta al parroco Giovanni Cardia, giungendo in seguito nelle mani del canonico Giovanni Spano, che provvide a farne dono al Reale Museo di Sassari, dove venne inventariata da Ettore Pais il 26 dicembre 1878.
Attualmente è esposta nella sala XII, vetrina 57 del Museo nazionale archeologico ed etnografico G. A. Sanna di Sassari.

## Descrizione
La tavola di Esterzili è una lastra di bronzo di forma rettangolare lunga 61 cm, alta 45 e con spessore medio di 5 cm ma variabile fino ad un centimetro nel bordo centrale superiore. La lastra pesa circa 20 kg.

La lavorazione è ritenuta accurata e realizzata con la tecnica della fusione a cera persa benché la faccia posteriore non sia perfettamente lisciata. Buono è anche lo stato di conservazione.

### Il testo
DESCRIPTVM ET RECOGNITIVM EX CODICE ANSATO L HELVI AGRIPPAE PROCONS QVFM PROPVLIT GN EGNATIVS
FVSCVS SCRIBA QVAESTORIVS IN QVO SCRIPTVM FVIT IT QVOD INFRA SCRIPTVM EST TABVLA V Ɔ. VIII
ET VIIII ET X III IDVS MART L HELVIVS ACRIPPA PROCOS CAVSSA COGNITA PRONVNTIAVIT
CVM PRO VTILITATE PVBLICA REBVS IVDICATIS STARE CONVENIAT ET DE CAVSSA PATVLCENSI
VM M IVVENTIVS RIXA VIR ORNATISSIMVS PROCVRATOR AVG SAEPIVS PRONVNTAVERIT FI
NES PATVLCENSIVM ITA SERVANDOS ESSE VT IN TABVLA AHENEA A M METELLO ORDINATI
ESSENT VLTIMOQVE PRONVNTIAVERIT GALILLENSES FREQVENTER RETRACTANTES CONTROVER
SIAI NEC PARENTES DECRETO SVO SE CASTIGARE VOLVISSE SED RESPECTV CLEMENTIAE OPTVMI
MAXIMIQVE PRINCIPIS CONTENTVM ESSE EDICTO ADMONERE VT QVIESCERENT ET REBVS
IVDICATIS STARENT ET INTRA K OCTOBR PRlMAS DE PRAEDIS PATVLCENSIVM DECEDERENT VACVAM
QVE POSSESSIONEM TRADERENT QVODSI IN CONTVMACIA PERSEVERASSENT SE IN AUCTORES
SEDITIONIS SEVERE ANIMA ADVERSVRVM ET POSTEA CAECILIVS SIMPLEX VIR CLARISSI
MVS EX EADEM CAVSSA ADITVS A GALILLENSIBVS DICENTIBVS TABVLAM SE AD EAM REM
PERTINENTEM EX TABVLARIO PRINCIPIS ADLATVROS PRONVNTIAVERIT HVMANVM ESSE
DILATIONEM PROBATIONI DARI ET IN K DECEMBRES TRIVM MENSVM SPATIVM DEDERIT IN
TRA QVAM DIEM NISI FORMA ALLATA ESSET SE EAM QVAE IN PROVINCIA ESSET SECVTVRVM
EGO QVOQVE ADITVS A GALILLENSIBVS EXCVSANTIBVS QVOD NONDVM FORMA ALLATA ESSET IN
K FEBRVARIAS QVAE P F SPATIVM DEDERIM ET MORAMLLIS POSSESSORIBVS INTELLEGAM ESSE IVCVN
DAM GALILENSES EX FINIBVS PATVLCENSIVM CAMPANORVM QVOS PER VIM OCCVPAVERANT INTRA K
APRILES PRlMAS DECEDANT QVOD SI HVIC PRONVNTIATIONI NON OPTEMPERAVERINT SCIANT
SE LONGAE CONTVMAClAE ET IAM SAEPE DENVNTIATA ANIMADVERSIONI OBNOXIOS
FVTVROS IN CONSILIO FVERVNT M IVLIVS ROMVLVS LEG PRO PR T ATILIVS SABINVS Q
PRO PR M STERTINIVS RVFVS F SEX AELIVS MODESTVS P LVCRETIVS CLEMENS M DOMITIVS
VITALIS M LVSIVS FIDVS M STERTINIVS RVFVS SIGNATORES CN POMPEI FEROCIS LAVRELI
GALLI M BLOSSI NEPOTIS C CORDI FELICIS L VIGELLI CRISPINI C VALERI FAVSTI M LVTA
TI SABINI L COCCEI GENIALIS L PLOTI VERI D VETVRI FELICIS L VALERI PEPLI»
Estratto conforme, trascritto e collazionato da quanto contenuto nella
tavola 5, capi 8, 9 e 10 del documento originale del proconsole L. Elvio
Agrippa e pubblicato da Gn. Egnazio Fusco, cancelliere del questore.
Il giorno 13 di marzo il pro console Lucio Elvio Agrippa, sentite le
parti in causa, ha reso pubblica questa sentenza: «Poiché il bene comune
richiede che si debba tener conto di ciò che afferma la sentenza nella
causa dei Patulcensi e poiché Marco Giovenzio Rissa, uomo di grande
autorità, procuratore dell'imperatore, molte volte ha ordinato che i confini
del territorio dei Patulcensi si devono mantenere come erano stati
fissati nella tavola di bronzo di Marco Metello, ritenendo inoltre che era
disposto a condannare i Galillensi, i quali in molte circostanze avevano
procurato il disordine con risse e atti arroganti e non avevano ubbidito
al suo decreto, ma che tuttavia, in ossequio alla benignità dell'imperatore
Ottimo Massimo, era ancora disposto ad avvertirli con un'altra ordinanza
in maniera che stessero calmi rispettando questa giusta sentenza
e prima dell'arrivo del mese di ottobre sgombrassero i territori dei Patulcensi
rispettandone il libero possesso; che se intendessero con ostinata
caparbietà continuare la provocazione opponendosi agli ordini, egli
stesso era pronto a punire tutti coloro che intendessero provocare disordini;
dopo che i Galillensi per la medesima causa si erano rivolti a Cecilio
Semplice, uomo illustre, affermando che dai documenti dell'archivio
imperiale erano disposti ad esibire un'altra tavola con gli atti di questa
causa; dopo che egli aveva fatto sapere che la buona volontà lo spingeva
ancora a dare ulteriore proroga per la presentazione delle prove e per
questo aveva loro concesso altri tre mesi fino ai primi di dicembre, trascorsi
i quali, se la carta non gli fosse pervenuta, egli si sarebbe attenuto
a quanto contenuto nella mappa presente in provincia, anch'io, adito dai Galillensi che affermavano che la copia non era ancora pervenuta, ho concesso loro tempo fino al primo di febbraio, rendendomi conto che
a questi proprietari avrebbe fatto comodo un'altra proroga, ordino che
i Galillensi, entro il primo giorno d'aprile, si ritirino dai territori dei Patulcensi
Campani che hanno occupato di prepotenza senza averne alcun
diritto.
Qualora essi non siano disposti ad ubbidire a questo decreto, sappiano
che saranno condannati alla pena che molte volte è stata loro prospettata
per il ritardo eccessivo».
Segue l'autenticazione di Gneo Pompeo Feroce, L. Aurelio Gallo,
M. Blosso Nepote, C. Cordo Felice, L. Vigellio Crispino, C. Valerio Fausto,
M. Lutazio Sabino, L. Cocceio Geniale, L. Plozio Vero, D. Veturio
Felice e L. Valerio Peplo.»
(La Tavola di Esterzili: il conflitto tra pastori e contadini nella Barbaria sarda, Atti del convegno di studi di Esterzili, 13 giugno 1992, a cura di Attilio Mastino)
L'iscrizione in caratteri capitali su 27 righe riporta il decreto emanato dal Proconsole della Sardegna L. Elvio Agrippa il 18 marzo del 69 d.C. per dirimere una controversia relativa ai confini tra le popolazioni dei Patulcenses Campani (coloni di origine campana, o comunque italici stanziatisi fin dal II sec. a.C.) e dei Galillenses indigeni che avevano a più riprese infranto i limiti stabiliti. Il proconsole ordina in particolare che questi ultimi lascino le terre occupate con la violenza e diffidandoli dal proseguire nella ribellione.
Il testo della tavola può essere diviso in quattro parti:
- Formule di rito e indicazioni utili a risalire alla datazione.
- Analisi dei termini della controversia:
  - le ripetute sentenze e ordinanze del procuratore imperiale M. Giovenzio Rixa che intimavano ai Galillensi lo sgombero delle terre occupate.
  - la carta catastale tracciata da M. Metello e che riportava i confini tra le due popolazioni.
  - l'ingiunzione del proconsole Cecilio Semplice, che aveva esaminato un'istanza dei Galillensi nell'agosto 67.
- Emissione della sentenza: i Galillensi dovranno abbandonare il territorio dei Patulcensi, diversamente saranno considerati ribelli.
- Apposizione dei nomi del collegio giudicante e dei testimoni ("signatores")